# François Bachet
François-Marie Bachet, italianizzato in Francesco Bachet (Annecy, 15 aprile 1817 – Neuilly-sur-Marne, 1881), è stato un politico francese.

## Biografia
Fu deputato del Regno di Sardegna nella IV legislatura, eletto nel collegio di Annecy, in sostituzione di Joseph-Melchior de Livet.